# Zachaeus hebraicus
Zachaeus hebraicus is een hooiwagen uit de familie echte hooiwagens (Phalangiidae).